# Chiesa di San Pietro Apostolo (Cherasco)
La chiesa di San Pietro Apostolo è la parrocchiale di Cherasco, in provincia di Cuneo e diocesi di Alba; fa parte della vicaria di Cherasco.

## Storia
La prima citazione di una chiesa con annesso priorato dedicata a San Pietro e situata nella zona di Cherasco, in località Manzano, risale al 1192. Successivamente, nel 1243, anno in cui venne fondata Cherasco, il titolo di San Pietro fu traslato al duomo della nuova cittadina. Il quale duomo è esplicitamente menzionato per la prima volta nel 1259 e si sa che era prepositurale. Nel 1577 la cura d'anime di Cherasco passò dai Canonici lateranensi, che la avevano retta per secoli, al clero secolare. 
Nel 1594 fu collocato nella chiesa l'organo, all'inizio ospitato lungo la navata e nel 1695 spostato in controfacciata. Tra il 1687 ed il 1714 la chiesa venne completamente restaurata e, per quanto riguarda il presbiterio, in parte riedificata, per volere dell'allora parroco Lelio Luigi Trotti Sandri. Nel 1767 Francesco Maria e Giovanni Battista Concone, entrambi di Asti, realizzarono il nuovo organo, che andò a sostituire quello del XVI secolo. Nel 1803 la chiesa passò alla diocesi di Asti in seguito alla soppressione della diocesi di Alba; in seguito fu riaggregata a quest'ultima quando fu ristabilita, ovvero nel 1817. Tra il 1883 ed il 1884 il pittore Rodolfo Morgari abbellì la navata centrale; quelle laterali vennero decorate nel 1923 dall'artista Fedele Finati da Alba. Nel 1994 il tetto subì un importante restauro e nel 1998 pure la facciata venne ristrutturata. Infine, nel 2002 fu restaurato anche l'organo settecentesco.
In chiesa è una tela con Eraclio che riporta la Croce a Gerusalemme del marchigiano Martino Bonfini, forse del 1595-1597 circa, proveniente dalla Chiesa di San Gregorio.